# Hayley Mills
Hayley Mills, właśc.: Hayley Catherine Rose Vivien Mills (ur. 18 kwietnia 1946 w Londynie) – anglo-amerykańska aktorka, córka aktora Johna Millsa i dramatopisarki Mary Hayley Bell. Jest jedną z najbardziej znanych dziecięcych gwiazdek w historii kina. Hayley na planie The Family Way poznała 53-letniego Roya Boultinga, starszego od niej o 33 lata, którego poślubiła. Mają syna, Crispiana Millsa, wokalistę i lidera zespołu Kula Shaker. Ma też drugiego syna, Jasona, ze związku z brytyjskim aktorem Leigh Lawsonem. Grywa do dziś, nie odnosząc już jednak takich sukcesów, jak w przeszłości. Jest wegetarianką.
Spośród jej kilkudziesięciu filmów, najbardziej znane są:
- 1960 – Pollyanna
- 1961 – Rodzice, miejcie się na baczności
- 1962 – Dzieci kapitana Granta

Wielokrotnie nominowana i nagradzana prestiżowymi nagrodami; w 1961 roku otrzymała specjalnego „dziecięcego” Oscara za rolę tytułową w filmie Pollyanna, z której jest najbardziej znana.
W 2003 roku, na 75. jubileuszowej ceremonii rozdania Oscarów pojawiła się na scenie w specjalnej, uroczystej prezentacji aktorów – wszystkich dotychczasowych laureatów Oscara.